# Silda
Silda (Noord-Samisch: Sildi) is een eiland in de provincie Finnmark in het noorden van Noorwegen. Het eiland is deel van de gemeente Loppa. Het hoogste punt van het onbewoonde eiland is de berg Sunnáčohkka.